# Pokelabo
Pokelabo（日语：ポケラボ）這是一家位於日本東京的社群網路遊戲開發與營運公司。
曾為 GREE的全資子公司，2025 年 1 月 1 日起，該公司被 WFS 吸收合併，現為 WFS 旗下的電玩品牌之一。

## 歷史
2012年6月，Pokelabo與世嘉遊戲公司合作，陸續推出多人社群遊戲「家族命運之戰」系列。10月，與GREE, Inc.建立策略合作聯盟，並成功收購Pokelabo全部股份。11月，與世嘉網路合資成立了『株式會社SPG labo』。
2013年2月，Pokelabo將公司總部遷至東京六本木，為後續發展奠定新據點。
2014年9月，公司推出了掌上型RPG作品《クロスサマナー》。
2015年4月，發表動作塔防新作《ポイッとヒーロー》。
2017年6月，與知名遊戲大廠史克威爾艾尼克斯攜手，發表掌上型RPG《SINoALICE》。同月，發表另一款以動畫《戰姬絕唱SYMPHOGEAR》世界觀為基礎的RPG《戰姬絕唱Symphogear XD UNLIMITED》，由武士道企劃、製作，並由Pokelabo負責開發與配信。
2018年4月，Pokelabo推出消除類型手機遊戲《趴趴玩偶 Love Live!》。
2021年1月，隨著跨媒體企劃《突擊莉莉》的展開，公司發行其手機遊戲《突擊莉莉 Last Bullet》。
2022年3月，總部從六本木新城森大樓搬遷至鄰近的六本木之丘Gate Tower。
2025年1月，隨 GREE 集團重組，Pokelabo 被 WFS 吸收合併並解散，之後作為 WFS 旗下品牌繼續營運。

## 主要經營項目
- 經營基本遊玩免費、內容物品加值消費的遊戲業務
- 遊戲伺服器管理
- 基於電子郵件回覆玩家的遊戲客服中心

## 遊戲經營

### 正在營運中的遊戲
- 突擊莉莉 Last Bullet
- 魔法少女小圓 Magia Exedra

### 遊戲營運轉移
- 戰亂武士王國
- AKB48 舞台鬥者2 戰鬥祭

### 已經結束的遊戲
2013年12月16日结束
- ミスティックモンスターズ(MYSTIC MONSTERS)
- 運命のパズルビースト
- ミリオンサマナー(Million Summoner)

2014年2月13日结束
- シキガミ幻想曲
- 連撃のブレイブハーツ(BraveHearts)

2014年3月31日结束
- 反撃のメタルブレイカー
- 絶対防衛レヴィアタン de R

2014年8月31日结束
- 魔界学園カタストロフィ

2014年9月26日结束
- 動亂三國志VERSUS

2014年10月1日结束
- 惡魔製造者(Devil Maker Tokyo)

2015年2月28日结束
- 栄光のガーディアンバトル

2015年5月8日结束
- 戰國幻想曲 [3]

2015年11月30日结束
- 怪物天堂+[4]

2016年4月11日结束
- クロスサマナー(Cross Summoner)（页面存档备份，存于） [5]
- 波伊托英雄[6]

2016年8月31日结束
- SWORD OF PHANTASIA
- 家族命運之戰

2019年5月31日結束
- 趴趴玩偶Love Live![7]

2024年1月15日結束
- SINoALICE ーシノアリスー[8]

2024年1月31日結束
- 戰姬絕唱Symphogear XD UNLIMITED

## 脚注
1. ↑  Cutler, Kim-Mai. . TechCrunch. 2012-10-24  [2025-03-25] （美国英语）.
2. ↑  . www.techinasia.com.   [2025-03-25] （美国英语）.
3. ↑  「戦国幻想曲」サービス終了に伴う... （页面存档备份，存于）2015.05.08 Pokelabo Inc.官方網站
4. ↑  「モンスターパラダイス＋」サービス終了に伴う... （页面存档备份，存于） 2015.12.01 Pokelabo Inc.官方網站
5. ↑  「クロスサマナー」サービス終了に伴う... （页面存档备份，存于）2016.04.14 Pokelabo Inc.官方網站
6. ↑  「ポイッとヒーロー」サービス終了に伴う... （页面存档备份，存于） 2016.04.14 Pokelabo Inc.官方網站
7. ↑  . ぷちぐるラブライブ！Official Web Site. 2019-03-28  [2019-03-28]. （原始内容存档于2019-03-28） （日语）.
8. ↑  . SINoALICE | SQUARE ENIX.   [2024-04-24]. （原始内容存档于2024-04-30）.